# Castilleja exigua
Castilleja exigua är en snyltrotsväxtart som beskrevs av J.M.Egger. Castilleja exigua ingår i släktet målarborstar, och familjen snyltrotsväxter. Inga underarter finns listade i Catalogue of Life.